# Raymond Lévy (résistant)
Ne doit pas être confondu avec Raymond Lévy.
Pour les articles homonymes, voir Lévy.
Raymond Lévy, né le 21 mars 1923 à Paris 8e et mort le 10 décembre 2014 à Paris 16e, est un résistant, éditeur et écrivain français. Il est le père du romancier Marc Levy et de Lorraine Lévy, auteur de théâtre.

## Biographie
Avec son frère cadet Claude, Raymond Lévy, alias « Jeannot », s'engage dès mars 1943 dans la résistance Francs-tireurs et partisans - main-d'œuvre immigrée (FTP-MOI) de la région toulousaine. Ils sont affectés à la 35e brigade que dirige Marcel Langer sous le commandement de Serge Ravanel. Les deux adolescents sont arrêtés.
Début juillet 1944, ils sont déportés vers Dachau par le « train fantôme », l'un des derniers convois de déportés qui transportent quelque huit cents condamnés extraits des camps du Sud-Ouest. Dans une chaleur accablante, les wagons à bestiaux, pris sous les bombardements alliés, suivent un parcours sans cesse redéfini au gré des lignes restées en état de fonctionnement. Le 25 août 1944, alors que le train roule, les deux frères participent à une évasion en démontant le plancher et en se glissant entre les bogies. Ils ont ainsi la chance de survivre.
Avec son frère Claude Lévy (coauteur en 1967 de La grande rafle du Vel d'Hiv avec Paul Tillard), Raymond Lévy obtient le prix Fénéon, en 1953, pour le recueil de dix nouvelles Une histoire vraie, dont la première est consacrée au groupe de 23 résistants étrangers fusillés par les Allemands en 1944, appelé aussi « Groupe Manouchian-Boczov-Rayman »  , ou plus simplement « Groupe Manouchian », lors de la Seconde Guerre mondiale, en raison de leur appartenance aux FTP-MOI de la région parisienne de la Résistance intérieure française.
Son livre Schwartzenmurtz ou l'Esprit de parti vaut à Raymond Lévy notamment d'être reçu dans l'émission Radioscopie de Jacques Chancel en février 1978. Il raconte dans cet entretien, « ...pourquoi il est devenu communiste, comment il a écrit ce livre ; les nombreuses histoires fantastiques le concernant, lui et ses proches ; anecdote à propos de Jean Kanapa. Les communistes sous l'Occupation. Sa situation de commerçant juif traqué à Marseille sous l'Occupation. Ses activités de résistant. Son passé de militant communiste, jusqu'à l'insurrection populaire à Budapest en 1956 (contre le régime communiste hongrois imposé par l'Union des républiques socialistes soviétiques). L'attitude du PC à l'époque. Les raisons de sa rupture avec le communisme. Réflexions sur l'antisémitisme et la responsabilité de l'Église catholique. La rafle du Vel' d'Hiv' ; l'horreur de ce type d'événement indépendant de la question de nationalité. Son père, d'origine turque. L'identité juive. Le féminisme. Son activité d'écrivain... »
Il travaille également dans un magasin de chemises sur l'avenue des Champs-Élysées puis reprend les éditions d'art de son beau-père.

## Famille
Il est le frère du biologiste Claude Lévy et le père de l'auteur à succès Marc Lévy, qui redécouvre seulement très tard son histoire de famille, celle aussi du combat des résistants d'une brigade FTP-MOI et s'en est ému dans un roman des années 2000. Marc Lévy "ne savait même pas" que son père et son oncle avaient écrit juste après la guerre "Une histoire vraie", un premier témoignage sur la Résistance et les FTP-MOI, en 1953.